# Rafael Márquez
Rafael Márquez Álvarez (Zamora, 13 februari 1979) is een Mexicaans voormalig voetballer en huidig voetbaltrainer die doorgaans in de verdediging speelde.
Hij speelde voor Club Atlas, AS Monaco, FC Barcelona, New York Red Bulls, Club León, Hellas Verona en opnieuw Club Atlas. Márquez speelde van 1997 tot en met 2018 voor het Mexicaans voetbalelftal , waarvoor hij 144 interlands speelde.

## Clubcarrière
Márquez' carrière als profvoetballer begon bij Atlas Guadalajara in 1996. Hij debuteerde in de Primera División de Mexico toen hij zeventien jaar oud was. Drie jaar later maakte Márquez de overstap naar Europa en tekende hij bij AS Monaco. Bij deze club won hij in 2000 de Franse landstitel en in 2003 de Coupe de la Ligue. In 2003 vertrok Márquez naar FC Barcelona, waar hij de eerste Mexicaan in het eerste elftal werd. Met de Catalaanse club werd hij in 2005 en 2006 Spaans landskampioen. Márquez vormde in het eerste kampioensjaar samen met Xavi Hernández en Deco een middenveld. In het tweede kampioensjaar speelde de Mexicaan vooral als centrale verdediger. Bovendien won hij in 2005 ook de Supercopa. Op 17 mei 2006 won Márquez met FC Barcelona de UEFA Champions League door middel van een 2-1-overwinning in een finale tegen Arsenal FC. Márquez was zowel de eerste Mexicaan ooit die de Europacup I of UEFA Champions League won als de eerste Mexicaan ooit die een finale van het hoogste Europese bekertoernooi speelde. Met FC Barcelona won hij in 2009 de Spaanse landstitel, de Copa del Rey, de UEFA Champions League, de Supercopa de España, de UEFA Supercup en het wereldkampioenschap voor clubs. In 2010 werd de landstitel geprolongeerd. Tijdens de zomer van 2010 liet Márquez, na 242 officiële wedstrijden in het shirt van Barcelona, zijn contract bij de Spaanse landskampioen ontbinden.

## Clubstatistieken
| Seizoen | Club               | Competitie          | Duels | Goals |
| ------- | ------------------ | ------------------- | ----- | ----- |
| 1996/97 | Atlas              | Primera División    | 24    | 2     |
| 1997/98 | Atlas              | Primera División    | 20    | 1     |
| 1998/99 | Atlas              | Primera División    | 33    | 3     |
| 1999/00 | AS Monaco          | Ligue 1             | 23    | 3     |
| 2000/01 | AS Monaco          | Ligue 1             | 15    | 1     |
| 2001/02 | AS Monaco          | Ligue 1             | 21    | 0     |
| 2002/03 | AS Monaco          | Ligue 1             | 30    | 1     |
| 2003/04 | FC Barcelona       | Primera División    | 22    | 1     |
| 2004/05 | FC Barcelona       | Primera División    | 34    | 3     |
| 2005/06 | FC Barcelona       | Primera División    | 25    | 0     |
| 2006/07 | FC Barcelona       | Primera División    | 21    | 1     |
| 2007/08 | FC Barcelona       | Primera División    | 24    | 3     |
| 2008/09 | FC Barcelona       | Primera División    | 23    | 1     |
| 2009/10 | FC Barcelona       | Primera División    | 15    | 1     |
| 2010/11 | New York Red Bulls | Major League Soccer | 12    | 1     |
| 2011/12 | New York Red Bulls | Major League Soccer | 21    | 0     |
| 2012/13 | New York Red Bulls | Major League Soccer | 17    | 0     |
| 2012/13 | Club León          | Primera División    | 13    | 0     |
| 2013/14 | Club León          | Primera División    | 35    | 1     |
| 2014/15 | Club León          | Primera División    | 2     | 0     |
| 2014/15 | Hellas Verona      | Serie A             | 26    | 0     |
| 2015/16 | Hellas Verona      | Serie A             | 9     | 0     |
| 2015/16 | Club Atlas         | Primera División    | 14    | 1     |
| 2016/17 | Club Atlas         | Primera División    | 23    | 0     |
| 2017/18 | Club Atlas         | Primera División    | 21    | 0     |

## Interlandcarrière
Márquez maakte op 5 februari 1997 zijn debuut in het Mexicaans voetbalelftal , in een vriendschappelijk duel tegen Ecuador. Hij betrad daarin na 61 minuten het veld als vervanger van Carlos Turrubiates. Márquez groeide uit tot aanvoerder van zijn land en nam daarmee deel aan de Copa América (1999, 2001, 2004), de Confederations Cup (1999, 2005) en het wereldkampioenschap voetbal (2002, 2006, 2010, 2014 en 2018). Hij won in 1999 met het nationaal elftal de Confederations Cup, gehouden in Mexico, door in de finale Brazilië te verslaan. In 2003 volgde winst op de CONCACAF Gold Cup. Op het WK 2002 en de Copa América van 2004 maakte hij als verdediger indruk door topspitsen als Christian Vieri, Francesco Totti (beide Italië, WK) en Javier Saviola (Argentinië, Copa América) van het scoren af te houden. Op het WK 2006 haalde Márquez met Mexico de achtste finale. Ondanks een doelpunt van de verdediger verloor El Tri na verlenging met 2–1 van Argentinië. Hij behoorde ook tot de Mexicaanse selectie voor het WK 2010. Tijdens het eerste duel tegen gastland Zuid-Afrika maakte hij in de slotfase de gelijkmaker voor Mexico, zodat het team het toernooi met een 1–1 gelijkspel begon. De met 1–3 verloren achtste finale tegen Argentinië was zijn twaalfde WK-duel, waarmee hij het record voor het hoogste aantal ooit in het Mexicaans interlandvoetbal brak. Márquez liet weten aan het einde van het seizoen te stoppen als profvoetballer. Hij wilde echter nog wel uitkomen voor Mexico op het wereldkampioenschap van 2018. Dit gebeurde op zondag 17 juni in de 0-1 gewonnen wedstrijd tegen titelverdediger Duitsland, toen hij na 74 minuten inviel voor aanvoerder Andrés Guardado. Daardoor is hij op vijf verschillende WK's in actie gekomen en evenaarde hij de prestatie van zijn landgenoot Antonio Carbajal en de Duitser Lothar Matthäus.

## Verdacht
In 2017 werd bekend dat het Amerikaanse ministerie van Financiën Márquez ervan verdacht banden te hebben met Raul Flores Hernandez, een verdachte die in verband werd gebracht met het Sinaloakartel. Márquez heeft altijd ontkend iets met het drugskartel te maken te hebben.

## Erelijst
| Competitie                 |           |                                    |           |           |
| Competitie                 | Aantal    | Jaren                              |           |           |
| AS Monaco                  | AS Monaco | AS Monaco                          | AS Monaco | AS Monaco |
| -------------------------- | --------- | ---------------------------------- | --------- | --------- |
| Division 1                 | 1x        | 1999/00                            |           |           |
| Coupe de la Ligue          | 1x        | 2002/03                            |           |           |
| FC Barcelona               |           |                                    |           |           |
| FIFA Club World Cup        | 1x        | 2009                               |           |           |
| UEFA Champions League      | 2x        | 2005/06, 2008/09                   |           |           |
| UEFA Super Cup             | 1x        | 2009                               |           |           |
| Primera División           | 4x        | 2004/05, 2005/06, 2008/09, 2009/10 |           |           |
| Copa del Rey               | 1x        | 2008/09                            |           |           |
| Supercopa de España        | 2x        | 2005, 2006                         |           |           |
| Club Léon                  |           |                                    |           |           |
| Liga MX (winnaar Apertura) | 1x        | 2013                               |           |           |
| Liga MX (winnaar Clausura) | 1x        | 2014                               |           |           |
| Mexico                     |           |                                    |           |           |
| FIFA Confederations Cup    | 1x        | 1999                               |           |           |
| CONCACAF Gold Cup          | 2x        | 2003, 2011                         |           |           |
| CONCACAF Cup               | 1x        | 2015                               |           |           |